# レネ・ヘンリクセン
レネ・ヘンリクセン（René Henriksen、1969年8月27日 - ）は、デンマークの元サッカー選手。元デンマーク代表。ポジションはディフェンダー。

## 来歴
1998年1月にデンマーク代表デビュー。出場機会は無かったが、1998 FIFAワールドカップのメンバーにも選ばれた。2大会連続の出場となる2002 FIFAワールドカップでは全4試合に出場し、ベスト16となった。UEFA EURO 2004でも全4試合に出場、ベスト8となった。デンマーク代表として70試合に出場した。

## 代表歴

### 出場大会
- デンマーク代表
  - 1998 FIFAワールドカップ
  - 2002 FIFAワールドカップ

### 試合数
- 国際Aマッチ 70試合 0得点（1998年-2004年）[1]

| デンマーク代表 | 国際Aマッチ | 国際Aマッチ |
| 年             | 出場        | 得点        |
| -------------- | ----------- | ----------- |
| 1998           | 7           | 0           |
| 1999           | 11          | 0           |
| 2000           | 11          | 0           |
| 2001           | 10          | 0           |
| 2002           | 12          | 0           |
| 2003           | 10          | 0           |
| 2004           | 9           | 0           |
| 通算           | 70          | 0           |